# Idaea effusaria
Idaea effusaria är en fjärilsart som beskrevs av Hugo Theodor Christoph 1881. Idaea effusaria ingår i släktet Idaea och familjen mätare. Inga underarter finns listade i Catalogue of Life.